# Овсянников, Михаил Федотович
Михаи́л Федо́тович Овся́нников (21 ноября 1915, с. Пузачи, Курская губерния — 11 августа 1987) — советский философ

 и педагог, автор книг о Гегеле, доктор философских наук, профессор, декан философского факультета МГУ.

## Биография
В 1939 году окончил филологический факультет МГПИ им. В. И. Ленина.
Участник Великой Отечественной войны
В 28 лет Михаил Федотович стал кандидатом философских наук (1943). Тема его кандидатской диссертации (научный руководитель Георг Лукач): «Судьба искусства в капиталистическом обществе у Гегеля и Бальзака». Через 18 лет в 1961 г. он защитил докторскую диссертацию «Философия Гегеля». Являлся крупнейшим специалистом по критическому анализу трудов Гегеля.
Профессор М. Ф. Овсянников с 1960 года заведовал кафедрой марксистско-ленинской эстетики (являлся создателем первой в СССР кафедры эстетики). В 1968—1974 был деканом философского факультета. В Московском университете читал курсы лекций: «История философии», «История зарубежной философии». Кроме того в 1969—1983 являлся главным редактором журнала «Вестник Московского университета. Сер. Философия». Написал учебник для вузов «История эстетической мысли».
Основные работы Михаила Федотовича посвящены проблемам истории зарубежной философии, истории и теории эстетики.
Похоронен на Кунцевском кладбище.

## Сочинения
- Первые философские работы молодого Гегеля // Ученые записки МОПИ. 1956. Т. 2, вып. 3.
- Фейербах о происхождении религии // Материализм и религия. М., 1958.
- Маркс и основы эстетики // Вопросы литературы. 1958. №5.
- История домарксистской зарубежной философии. [в соавт.] М., 1959.
- Философия Гегеля, М., 1959.
- О марксистской оценке социологической концепции Гегеля // Проблемы истории философской и социологической мысли XIX века. М., 1960.
- Вопросы религии и атеизма в немецкой классической философии // История и теория атеизма. М., 1962.
- Гегель. М., 1971.
- История эстетической мысли, М., 1978; 1983.
- Искусство и нравственность в истории эстетической мысли. М., 1978.
- Искусство и капитализм. М., 1979.
- Классики марксизма-ленинизма об эстетике и современность. М., 1985.
- Эстетика в прошлом, настоящем и будущем. Из истории эстетической мысли. Книга для учащихся старших классов. М., 1988[13].